# Armenië op het Junior Eurovisiesongfestival 2010
Armenië nam deel aan het Junior Eurovisiesongfestival 2010, dat gehouden werd in Minsk, Wit-Rusland. Het was de 4de deelname van het land op het Junior Eurovisiesongfestival. ARMTV was verantwoordelijk voor de Armeense bijdrage voor de editie van 2010.

## Selectieprocedure
De selectie van de Armeense kandidaat voor het Junior Eurovisiesongfestival 2010 verliep over vier dagen. Op 2 en 3 september 2010 vonden er twee kwartfinales plaats, waaruit telkens acht kandidaten doorstootten naar de halve finale, die op 4 september plaatsvond. In die halve finale traden slechts 15 artiesten aan, aangezien Heghine Hayrapetian, die zevende was geworden in de eerste halve finale, zich terugtrok. Uit de halve finale kwalificeerden de beste tien zich voor de grote finale, die een dag later op het programma stond. Uiteindelijk ging Vladimir Arzumanian met de zegepalm aan de haal, met het nummer Mama. Hij mocht zodoende Armenië vertegenwoordigen op het achtste Junior Eurovisiesongfestival.

## Nationale preselectie

### Eerste kwartfinale
2 september 2010
| Plaats | Artiest                   | Lied                   |
| ------ | ------------------------- | ---------------------- |
| 1      | Razmik Aghajanian         | Vor lini               |
| 2      | Masis Minasian            | Ergeq indz het         |
| 3      | Dalita                    | Jraharsi ergy          |
| 4      | Vahagn Grigorian          | Vrum-vrum              |
| 5      | Aliqner                   | Qami                   |
| 6      | Hayk Melqonian            | Im erkir Hayastan      |
| 7      | Heghine Hayrapetian       | Im poqrik enkere       |
| 8      | Ninela                    | Chalo shunik           |
| 9      | Ara Balaian               | Hrashqneri ashxarhamas |
| 9      | Inessa Sahakian           | Ari indz het           |
| 9      | Zangak                    | Evratesil              |
| 9      | Zinaida Meliqian & Karina | Erazanq                |

### Tweede kwartfinale
3 september 2010
| Plaats | Artiest              | Lied                      |
| ------ | -------------------- | ------------------------- |
| 1      | Vladimir Arzumanian  | Mama                      |
| 2      | Lidushik             | Hay arev!                 |
| 3      | Do-Re-Mi             | Pop star                  |
| 4      | Mane Bareghamian     | Qez het im erg            |
| 5      | Meri Grigorian       | Bemn im teghn e           |
| 6      | Erna Maruqian        | Heqiatayin qaghaq         |
| 7      | Nonna Avagian        | Poqreri ton               |
| 8      | Anush Melqonian      | Aghjikneri molorake       |
| 9      | Anahit Sahakian      | Molorake dzaynakcum e mez |
| 9      | Anzhelika Barseghian | Voghjuyn                  |
| 9      | Ekek Ergenk          | Hamakargich               |
| 9      | Mariam Karapetian    | Khaghaghutian koch        |
| 9      | Vergine Bekchian     | Charachchin               |

### Halve finale
4 september 2010
| Plaats | Artiest             | Lied                |
| ------ | ------------------- | ------------------- |
| 1      | Vladimir Arzumanian | Mama                |
| 2      | Razmik Aghajanian   | Vor lini            |
| 3      | Lidushik            | Hay arev!           |
| 4      | Do-Re-Mi            | Pop star            |
| 5      | Minasian Masis      | Ergeq indz het      |
| 6      | Vahagn Grigorian    | Vrum-vrum           |
| 7      | Dalita              | Jraharsi ergy       |
| 8      | Aliqner             | Qami                |
| 9      | Meri Grigorian      | Bemn im teghn e     |
| 10     | Anush Melqonian     | Aghjikneri molorake |
| 11     | Erna Maruqian       | Heqiatayin qaghaq   |
| 11     | Hayk Melqonian      | Im erkir Hayastan   |
| 11     | Mane Bareghamian    | Qez het im erg      |
| 11     | Ninela              | Chalo shunik        |
| 11     | Nonna Avagian       | Poqreri ton         |

### Finale
5 september 2010
| Plaats | Artiest             | Lied                | Jury | Publiek | Totaal |
| ------ | ------------------- | ------------------- | ---- | ------- | ------ |
| 1      | Vladimir Arzumanian | Mama                | 12   | 6       | 18     |
| 2      | Lidushik            | Hay arev!           | 5    | 12      | 17     |
| 3      | Masis Minasian      | Ergeq indz het      | 7    | 10      | 17     |
| 4      | Razmik Aghajanian   | Vor lini            | 8    | 8       | 16     |
| 5      | Do-Re-Mi            | Pop star            | 10   | 5       | 15     |
| 6      | Vahagn Grigorian    | Vrum-vrum           | 4    | 7       | 11     |
| 7      | Dalita              | Jraharsi ergy       | 6    | 2       | 8      |
| 8      | Anush Melqonian     | Aghjikneri molorake | 2    | 4       | 6      |
| 9      | Aliqner             | Qami                | 1    | 3       | 4      |
| 10     | Meri Grigorian      | Bemn im teghn e     | 3    | 1       | 4      |

## In Minsk
In Minsk trad Armenië als tiende van veertien landen aan, na België en voor Malta. Vladimir Arzumanian kreeg 120 punten achter zijn naam, één meer dan Rusland. Op één stemronde van het einde zag het er nochtans naar uit dat Sasha Lazin & Liza Drozd met de overwinning aan de haal zouden gaan, maar Macedonië had slechts één punt veil voor de Russen, terwijl Armenië er tien kreeg. Het was de eerste overwinning voor Armenië op het Junior Eurovisiesongfestival. Later zou de organisatie van het Junior Eurovisiesongfestival 2011 aan de Armeense hoofdstad Jerevan worden toegewezen, waardoor voor het eerst in de geschiedenis het winnende land de volgende editie organiseerde. De regel op het Eurovisiesongfestival dat het winnende land automatisch gastheer is van de volgende editie, geldt immers niet voor het Junior Eurovisiesongfestival.

#### Finale
| 12 punten                              | 10 punten                    | 8 punten      | 7 punten   | 6 punten         |
| -------------------------------------- | ---------------------------- | ------------- | ---------- | ---------------- |
| - België - Rusland - Zweden - Oekraïne | - Noord-Macedonië - Moldavië | - Wit-Rusland | - Litouwen | - Malta - Servië |
| 5 punten                               | 4 punten                     | 3 punten      | 2 punten   | 1 punt           |
| - Letland - Nederland                  |                              | - Georgië     |            |                  |